# Stana Buchowska
Stana Buchowska z domu Rechtorisová, właściwie Stanislava Buchowska (ur. 1 stycznia 1958 w Brezovej pod Bradlom) – słowacko-polska działaczka praw człowieka, współzałożycielka Fundacji La Strada. Specjalizuje się w dziedzinie migracji, uchodźstwa, handlu ludźmi oraz wiążących się z nim konsekwencji kulturowych i społeczno-politycznych.

## Życiorys
Do 1973 mieszkała w rodzinnym mieście Brezová pod Bradlom. Następnie poszła do szkoły średniej w Bratysławie. Studiowała etnologię na tamtejszym Uniwersytecie Komeńskiego (1977–1981). W 2012 obroniła na Uniwersytecie Zielonogórskim napisaną pod kierunkiem Zbigniewa Izdebskiego rozprawę doktorską w dziedzinie nauk społecznych pt. Działania Fundacji La Strada na rzecz reintegracji społecznej i zawodowej ofiar handlu ludźmi.
Po raz pierwszy przyjechała do Polski 8 grudnia 1981. Osiadła w Poznaniu. Po wprowadzeniu stanu wojennego zaangażowała się w działalność opozycyjną. Wykładała w Instytucie Etnologii Uniwersytetu im. Adama Mickiewicza. Przebywała na stypendium w Kalifornii w Stanach Zjednoczonych. W 1995 została koordynatorką projektu holenderskiej organizacji zajmującej się prewencją handlu kobietami. Rok później znalazła się wśród założycieli polskiej Fundacji Przeciwko Handlowi Kobietami La Strada. Była pomysłodawczynią nazwy fundacji, później wchodziła w skład jej zarządu. Weszła także w skład zarządu Global Alliance Against Traffic in Women. W 2018 rozpoczęła pracę jako regionalna koordynatorka na Europę Wschodnią, Środkową i Południowo-Wschodnią oraz Azję Centralną i Kaukaz w ECPAT. Związana zawodowo jest także z Oxfam oraz Ośrodkiem Badań Handlu Ludźmi Uniwersytetu Warszawskiego.
W 2004 została laureatką Medalu Świętego Jerzego, w 2009 zaś Nagrody Fundacji im. Janiny Paradowskiej i Jerzego Zimowskiego.
Jej mężem był Michał Buchowski. Matka dwójki dzieci: Jana i Zuzanny.

## Publikacje książkowe
- Kryminologiczne i społeczno-kulturowe aspekty migracji i handlu ludźmi. Wybrane problemy. Stana Buchowska (red.). Warszawa; Koszalin: Centralny Ośrodek Szkolenia Straży Granicznej, 2016, s. 177. ISBN 978-83-909484-8-5.
- Stana Buchowska, Aneta Suda, Ewa Nowacka: Handel ludźmi w Polsce. Kompendium wiedzy. Warszawa: Ministerstwo Spraw Wewnętrznych i Administracji, 2016, s. 133. ISBN 978-83-64955-17-4.